# درو اسپنس
درو اسپنس (انگلیسی: Drew Spence؛ زادهٔ ۲۳ اکتبر ۱۹۹۲) بازیکن فوتبال اهل انگلستان است.
از باشگاه‌هایی که در آن بازی کرده‌است می‌توان به باشگاه فوتبال زنان چلسی اشاره کرد.
وی همچنین در تیم ملی فوتبال زنان انگلستان بازی کرده‌است.